# Pierunkowy Dół

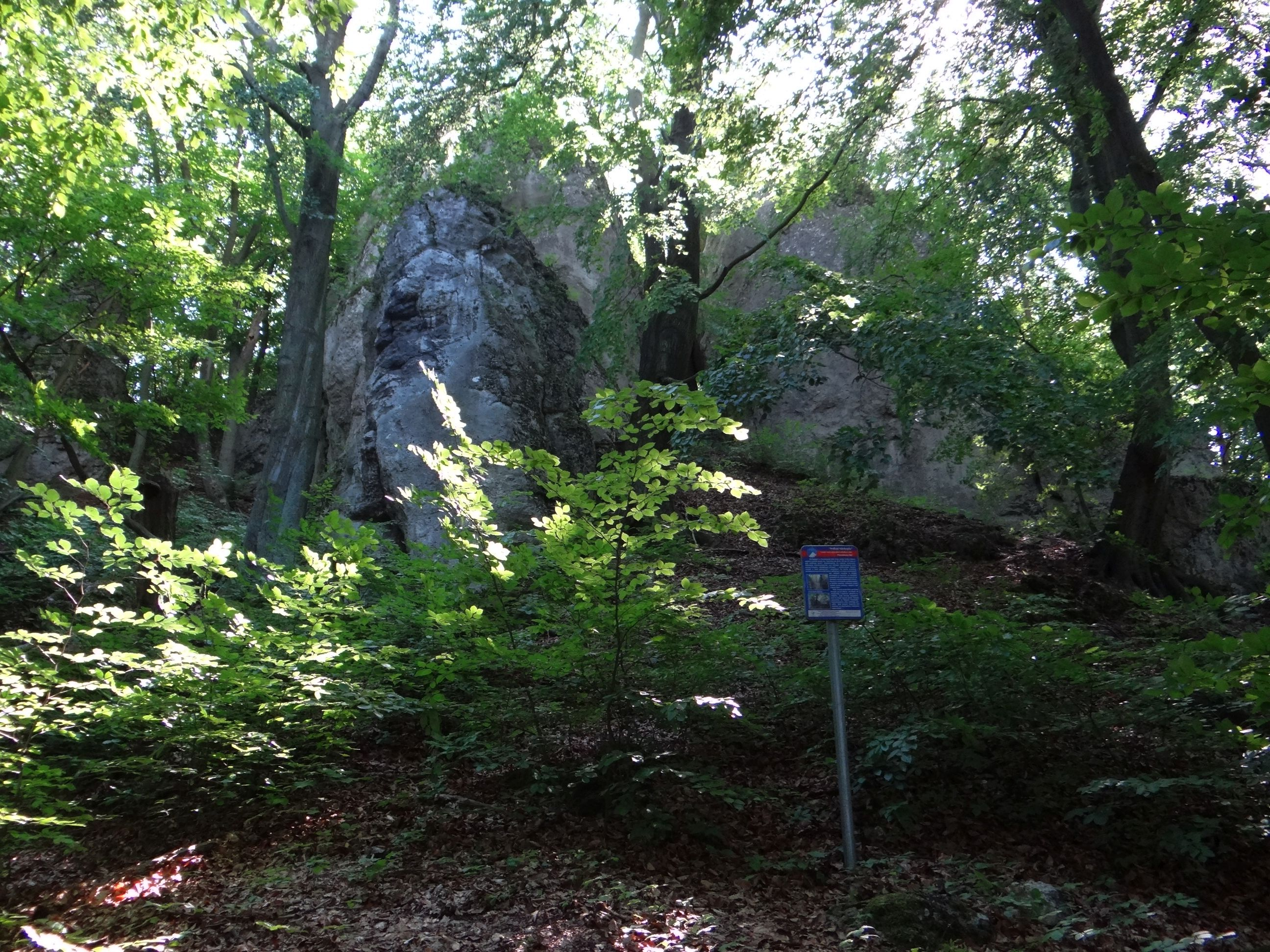
Kubińcowe Skały

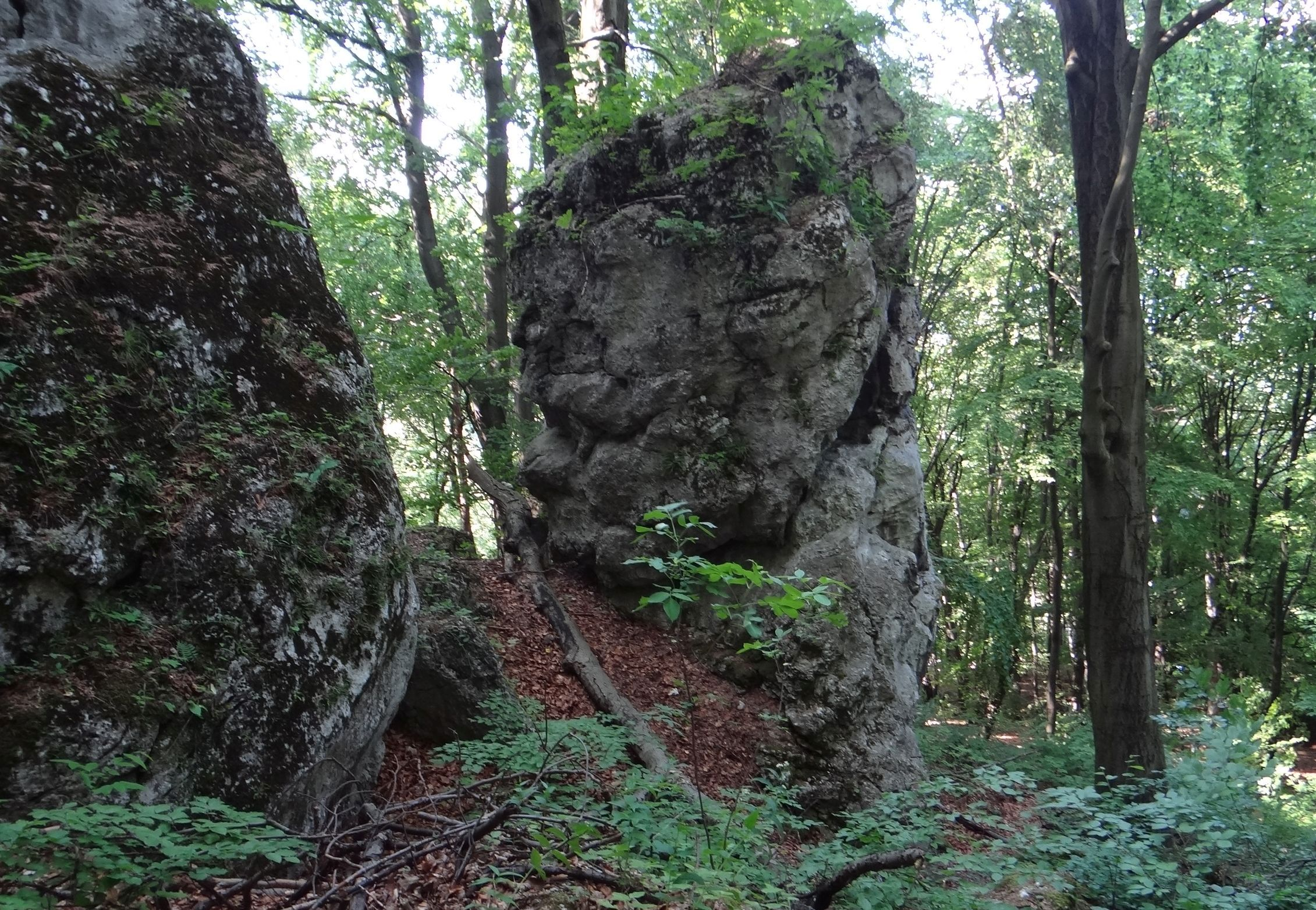
Kubińcowe Skały

Pierunkowy Dół – wąwóz na Garbie Tenczyńskim w mezoregionie Wyżyna Krakowsko-Częstochowska. Jest bocznym odgałęzieniem Doliny Nielepickiej. Znajduje się na południowy zachód od centrum wsi Nielepice w województwie małopolskim, w powiecie krakowskim, w gminie Zabierzów. Dolna część wąwozu jest zabudowana i jej dnem dna biegnie asfaltowa ulica Klonowa. Na dnie wąwozu znajduje się źródło i ujęcie wody pitnej. Orograficznie lewe zbocza wąwozu tworzy Bukowa Góra, prawe porośnięty lasem grzbiet z Kubińcowymi Skałami. 
Wąwóz wchodzi w skład Tenczyńskiego Parku Krajobrazowego. Większą jego część porasta las bukowy. Znajdują się w nim płaty żyznej buczyny karpackiej, której stanowiska na Wyżynie Krakowsko-Częstochowskiej są uważane za reliktowe.
W wąwozie znajduje się kilkanaście skał wapiennych. Są to Kubińcowe Skały. Trzy z nich są obiektem wspinaczki skalnej: Kubińcowa Skała, Kubińcowa Baszta i Kubińcowa Igła. W Kubińcowych Skałach znajduje się Jaskinia w Trzech Turniach.

## Szlak turystyczny
:  Nielepice-centrum – Pierunkowy Dół – Dębowa Góra – Pańskie Kąty (centrum edukacyjno-rozrywkowe) – Skała na Dębowej Górze
 Szlak spacerowo – edukacyjny wokół Nielepic: Nielepice, centrum – okopy z 1944 r. – kamieniołom wapienia Nielepice – Bukowa Góra – Dębowa Góra – Jaskinia przy Kamyku (Jaskinia Pańskie Kąty) – Pajoki – Nielepickie Skały – Nielepice. Jest to zamknięta pętla o długości około 8 km